# Maria Lenk
Maria Emma Hulga Lenk, née le 15 janvier 1915 à São Paulo et morte le 16 avril 2007 à Copacabana, est une nageuse brésilienne.
À l'âge de dix-sept ans, elle fut la première femme brésilienne et sud-américaine à participer aux Jeux olympiques d'été, plus précisément aux Jeux olympiques d'été de 1932 à Los Angeles.
En 1939, elle bat le record du monde en 200 mètres brasse de Jopie Waalberg en 2 minutes 56. Son record sera battu cinq années plus tard par Nel van Vliet. Elle battra également le record en 400 mètres brasse, toujours en 1939.

## Distinctions
En 1988, elle est intronisée au International Swimming Hall of Fame.
Le parc aquatique Maria-Lenk est nommé en son honneur.